# Valy nad Labem
Valy (deutsch Walle, auch Wally) ist eine Gemeinde in Tschechien. Sie liegt vier Kilometer östlich von Přelouč und gehört zum Okres Pardubice.

## Geographie

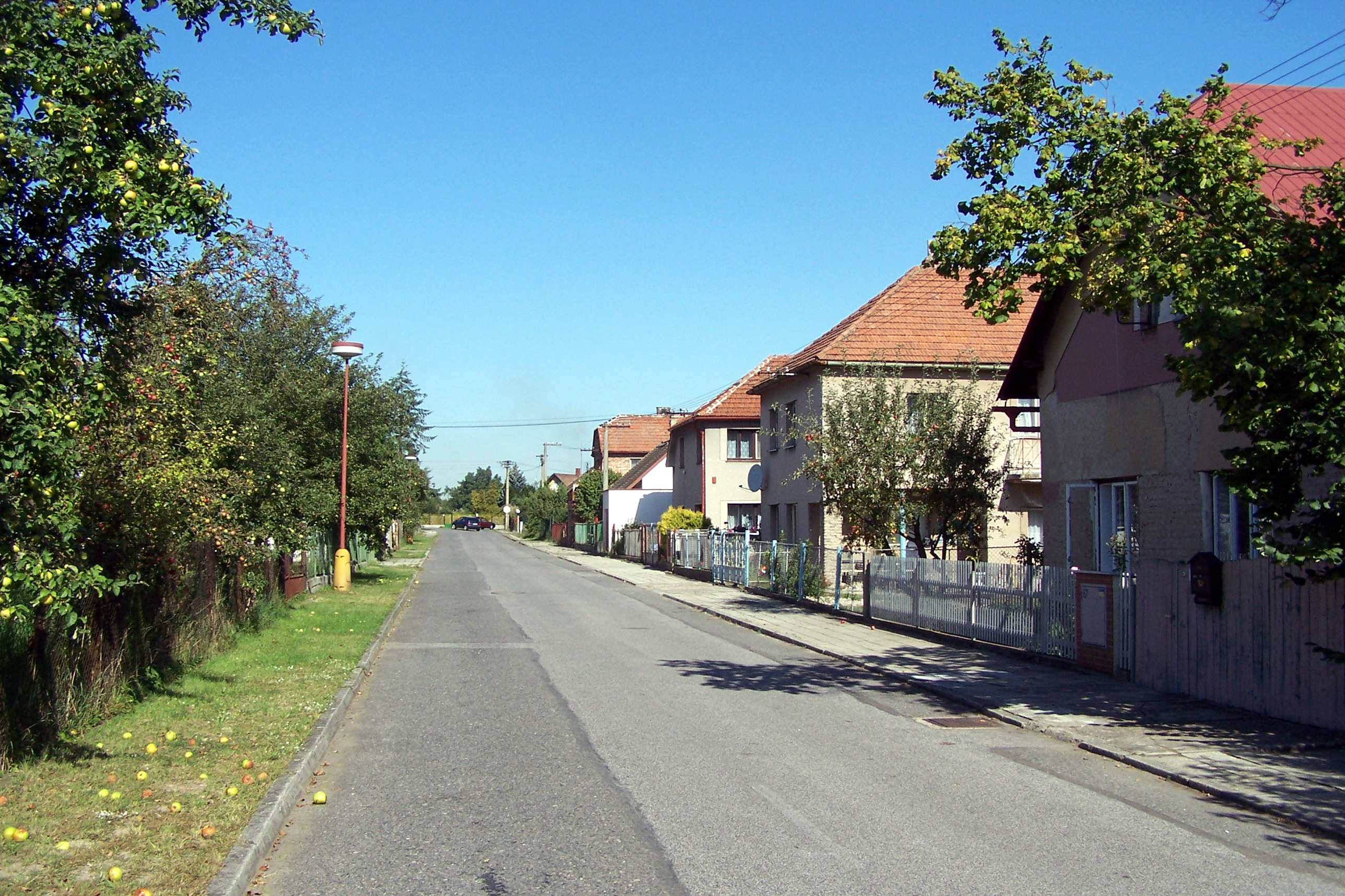
Dorfstraße

Valy befindet sich linksseitig der Elbe an der Einmündung der Struha bzw. Zlatý potok auf der Heřmanoměstecká tabule (Hermannstädtler Tafel). Durch den Ort führt die Staatsstraße I/2 zwischen Přelouč und Pardubice, von der hier die Straße II/342 nach Heřmanův Městec abzweigt. Am nördlichen Ortsrand verläuft die Bahnstrecke Česká Třebová–Praha, westlich die Bahnstrecke Přelouč–Prachovice. Östlich des Dorfes mündet der Veselský potok in die Struha. Südöstlich erhebt sich der Bílý kopec (Weißer Berg; 247 m n.m.), südlich die Horka (256 m n.m.).
Nachbarorte sind Mělice im Norden, Opočínek, Lány na Důlku und Krchleby im Nordosten, die Wüstung Crkaň, Svítkov, Popkovice, Staré Čívice und Kokešov im Osten, Lepějovice und Bezděkov im Südosten, Veselí und Jedousov im Süden, Podhorky, Horecký Dvůr, Loděnice und Štěpánov im Südwesten, Klenovka und Přelouč im Westen sowie Střídeň, Břehy und Lohenice im Nordwesten.

## Geschichte
Die erste schriftliche Erwähnung von Valy erfolgte im Jahre 1398 als Sitz des Jošt von Valy; älter ist Lepějovice, das bereits seit 1167 nachweisbar ist. Zum Übergang vom 14. zum 15. Jahrhundert entstanden sowohl in Valy als auch in Lepějovice kleine Wasserfesten. Die ersten Besitzer von Valy, Jošt von Valy, und ab 1405 dessen Bruder Tůma entstammten dem Geschlecht von Volféřov. Im Jahre 1485 verkaufte Jindřich Dubánek von Dubany das Gut Valy an Václav von Zásmuky auf Lepějovice. 1491 wurde die Feste Valy als wüst bezeichnet, auch das Dorf war – wahrscheinlich infolge des Böhmisch-ungarischen Krieges – größtenteils verwüstet. Nachfolgender Besitzer des Gutes war ab 1505 Jiří Pánovec von Uřetín, er verkaufte es 1513 an die Brüder Diviš und Kunát d. J. von Dobřenice. Letzterer ließ 1549 die Feste neu aufbauen. Im flachen Tal der Struha wurde in der Mitte des 16. Jahrhunderts ein größeres Teichsystem angelegt, das sich von Valy bis hinter Lepějovice erstreckte; die Kaskade der vier Hauptteiche Valský rybník, Hluboký rybník, Páral und Lepějovský rybník wurde hauptsächlich durch die Struha gespeist. 1589 wurde mit dem Registra purkrechtní statku valského das erste Grundbuch angelegt; es wurde bis in die 1660er Jahre geführt. Während des Dreißigjährigen Krieges litt die Gegend an Truppendurchzügen, Einquartierungen, Requisitionen, Plünderungen und Brandschatzungen. In dieser Zeit fiel die Feste Valy wüst, die Dörfer Lepějovice und Crkaň erloschen. Nach dem Ende des Krieges wurde auf dem Meierhof eine kleine Brauerei eingerichtet und hinter der Schäferei ein Hopfengarten angelegt. Das Bier wurde in der herrschaftlichen Schenke verkauft, ebenso der Branntwein aus den beiden Weinbrennereien.
Die Dobrženský von Dobrženitz hielten das Gut Valy bis 1694, danach erbte es Albrecht Ladislav Kapoun von Svojkov. 1703 verkaufte er Valy an Romedius Johann Franz von Thun und Hohenstein, der das Gut mit der Herrschaft Choltitz vereinigte. Die Reichsgrafen von Thun und Hohenstein erhoben die Herrschaft Choltitz zum Familienfideikommiss und hielten den Besitz bis ins 20. Jahrhundert. In der Feste wurde bis zum Ende des 18. Jahrhunderts eine Gerberei betrieben. Im Josephinischen Kataster von 1787 sind für Valy 22 Objekte beschrieben. Valy wurde zum Ende des 18. Jahrhunderts Teil der Steuergemeinde Veselí mit Richter und gewählten Schöppen, zu der außerdem noch die Dörfer Klenovka und Štěpánov gehörten. 1802 wurde das Elbwehr errichtet.
Im Jahre 1835 bestand das im Chrudimer Kreis gelegene Dorf Wally, auch Walle bzw. Waly genannt, aus 37 Häusern, in denen 282 Personen lebten. Haupterwerbsquelle war die Landwirtschaft. Im Ort gab es einen Meierhof, eine Schäferei, ein Wirtshaus und zwei Mühlen. Pfarrort war Choltitz. Der 1845 vollendete Bau der k.k. Nördliche Staatsbahn veränderte das Dorf. Zwischen Wally und den Elbwiesen wurde ein mächtiger Bahndamm aufgeschüttet, der den Blick zur Elbe nahm. Die herrschaftliche Schäferei, eine Fischerchaluppe sowie alle Häuser am östlichen Ortsrand wurden für den Eisenbahnbau abgebrochen. 1848 ließ die Herrschaft eine neue Straße von Choltitz über Wesely nach Wally errichten. Bis zur Mitte des 19. Jahrhunderts blieb Wesely der Fideikommissherrschaft Choltitz untertänig.
Nach der Aufhebung der Patrimonialherrschaften bildete Valy ab 1849 einen Ortsteil der Gemeinde Veselí im Gerichtsbezirk Přelauč. Nach der verlorenen Schlacht bei Königgrätz zog sich die österreichische Armee im Sommer 1866 über die Elbfurt bei Valy in Richtung Mähren zurück, das sie verfolgende preußische Regiment quartierte sich in Valy und Veselí ein. Ab 1868 gehörte das Dorf zum Bezirk Pardubitz. Zwischen 1881 und 1882 wurde mit der Bahnstrecke Přelouč–Kalkpodol westlich des Dorfes eine zweite Eisenbahn angelegt. Die ehemalige Feste Valy brannte 1901 ab, auf ihren Grundmauern entstand später ein Wohnhaus. Valy bzw. Vale löste sich 1902 von Veselí los und bildete mit Lepějovice eine eigene Gemeinde. Seit 1924 wurde Valy als alleiniger tschechischer Ortsname verwendet. Während des Zweiten Weltkrieges erfolgte eine Neugestaltung des Ortszentrums, von 1939 bis 1942 wurde ein neues Gemeindeamt gebaut. Zwischen 1942 und 1943 wurde Valy elektrifiziert. 1949 wurde die Gemeinde dem Okres Přelouč zugeordnet. Dieser wurde im Zuge der Gebietsreform von 1960 aufgehoben, seitdem gehört Valy zum Okres Pardubice. Die Gemeinde führt seit 1998 ein Wappen und Banner, es wurde anlässlich der 600-Jahr-Feier geweiht; der Wolfskopf entstammt dem Wappen der Ritter von Valy, der Storch dem Wappen des Kunát von Dobřenice.

## Gemeindegliederung
Für die Gemeinde Valy sind keine Ortsteile ausgewiesen. Zu Valy gehört die Einschicht Lepějovice (Lepejowitz).

## Sehenswürdigkeiten
- Kirche St. Michael in Lepějovice
- Forsthaus Lepějovice

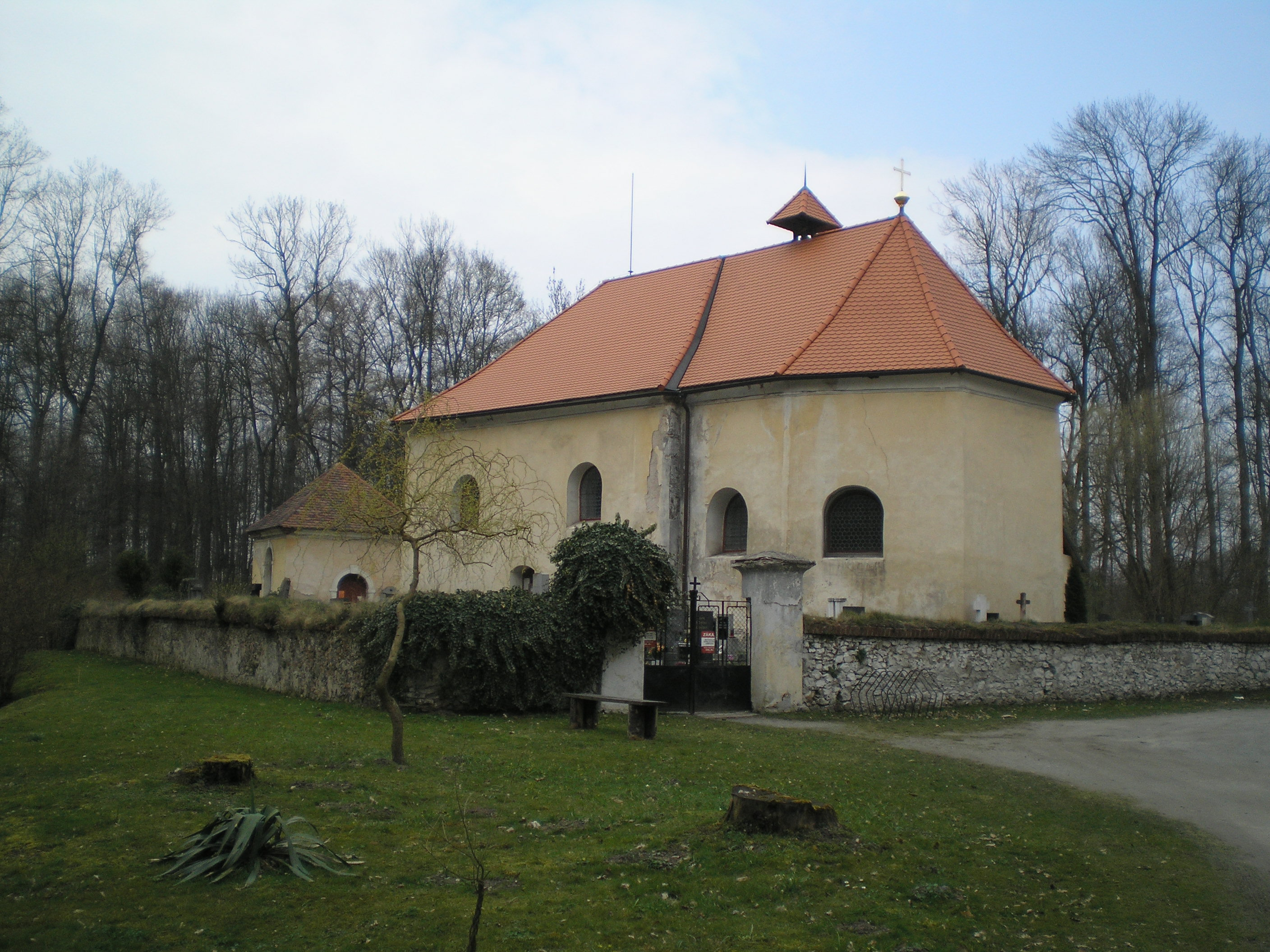
Kirche St. Michael in Lepějovice

- Glockenturm und Kreuz auf dem Dorfplatz von Valy
- wüste Feste Valy, ihre Grundmauern und Keller befinden sich im Haus Nr. 15
- wüste Feste Lepějovice
- Naturdenkmal Meandry Struhy, Mäander am Unterlauf der Struha bei Lepějovice

## Persönlichkeiten
- Wenzel Pour (1817–1880), der Müller aus Valy, betätigte sich ab 1848 politisch, später war er Mitglied des Böhmischen Landtages und des Reichsrates